# Aonyx congicus
Aonyx congicus is een zoogdier uit de familie van de marterachtigen (Mustelidae). De wetenschappelijke naam van de soort werd voor het eerst geldig gepubliceerd door Lönnberg in 1910. De soort werd lange tijd als ondersoort van de Kaapse otter gerekend.